# ウィリアム・ステイシー
ウィリアム・ステイシー（英: William Stacy、1734年2月15日 - 1802年8月）は、アメリカ合衆国マサチューセッツ州出身で、アメリカ独立戦争の時には大陸軍の士官、戦後はオハイオ領土のパイオニアだった。歴史書に拠ると、戦中にステイシーが関わった様々な出来事が記されている。例えば、マサチューセッツのビレッジ・コモンで民兵隊を招集したこと、ボストン包囲戦に参加したこと、チェリーバレー虐殺の時にロイヤリストとインディアンの捕虜になり、火あぶりになるところを辛うじて免れたこと、ジョージ・ワシントン将軍の努力で捕虜から解放されたこと、終戦のときにワシントンから金の嗅ぎ煙草入れを贈られたことなどである。
独立戦争が終わった後の時代、ステイシーはパイオニアとなり、新生アメリカ合衆国の北西部領土ではアメリカ人による最初の恒久的な開拓地、現在のオハイオ州マリエッタの設立に貢献した。マリエッタのパイオニア社会で活動し、北西部領土で最初の大陪審では陪審員長を務め、領土内の法の支配を確立した。56歳の時に、スケートを履いて凍った川を30マイル (50 km) 登り、息子の2人にインディアンから攻撃の可能性があることを伝えた。実際にその数日後にビッグボトム虐殺が起こり、北西インディアン戦争が始まることになった。
ステイシーの姓の綴りは、"Stacey"、 "Stacia"、"Stacie" と様々にあるが、正しくは "Stacy" である。最後の階級である中佐 (英: lieutenant colonel) を省略して、カーネル・ステイシー (英: Colonel Stacy) と呼ばれることも多い。

## 初期の経歴
ウィリアム・ステイシーは1734年にマサチューセッツ州グロスターで生まれ、1802年にオハイオ州マリエッタで死んだ。記録によって幾らか異なる誕生死亡年が報告されている。ステイシーはマサチューセッツの海岸にあるグロスターで育ち、父親から技能を学んで靴屋として働いた。船乗りになって働いた可能性もある。1754年、サラ・デイと結婚した。1757年、海岸のグロスターからマサチューセッツ西部の町ニューセイラムに移転し、そこで大家族を育てた。農業を行いながら靴屋としての仕事も続けた。銀行家にもなり、地域に銀行ができる前だったので、利子を取って金を貸した。その顧客はニューセイラムを始め、マサチューセッツ湾植民地の町の人々だった。中年に差し掛かったときまでに、余裕のある生活を送るようになっていた。成功した人として広く知られていた。1775年、41歳のとき、13植民地とイギリス帝国との間で紛争が持ち上がり、ステイシーの人生が変わった。

## アメリカ合衆国の初期

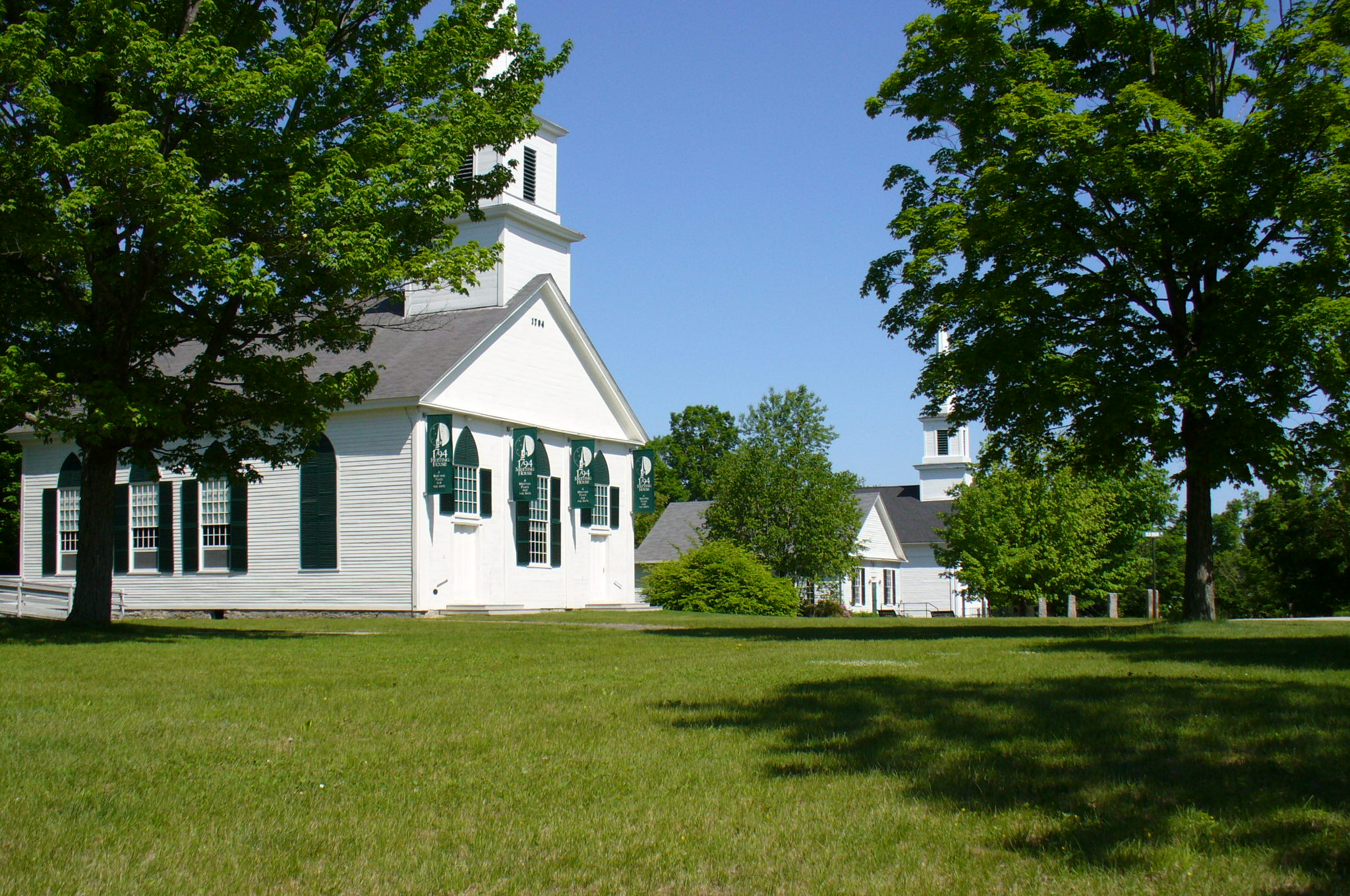
ニューセイラム町のコモン

ステイシーは、独立戦争が始まった時から活動的な革命推進者だった。ある証言では、レキシントン・コンコードの戦いが起きた日、すなわち独立戦争の開戦日とされる1775年4月19日に軍務に就いた。別の証言では、レキシントン・コンコードの戦いの報せが届いた4月20日に、植民地西部にあり自家のあるニューセイラムの村で、民兵隊結成の呼びかけをした。1956年にはニューセイラムのビレッジ・コモンにステイシーを記念する銘板が付けられた。この銘板に書かれている話は1841年の初期歴史に始まり、世代を渡って語り継がれたものであり、1904年に、ニューセイラム150周年祭委員会の出版物に纏められた。次のように書かれている。
| 「 | 1775年4月20日、警鐘が鳴って市民をこの緑地に呼び寄せ、レキシントンでの戦闘のことを知らせた。一時の動揺が続いた後に、ステイシー中尉が前に出て、「仲間の兵士諸君、貴方達がどう考えているかは分からないが、私の場合、私の国の者達を殺す国王にもはや仕えようとは思わない」と語った。ステイシーは王室から得ていた将校の任命書を引き出してそれを粉々にちぎり、足で踏みつけた。野卑な歓声の中で愛国者の民兵1個中隊が結成され、勇敢なステイシーを隊長として、ケンブリッジまで行軍した。かような愛国主義が永遠に我々と共にあらんことを。 | 」 |

ニューセイラム200年祭委員会と町の歴史家は後に、この出来事はもっと早く、1774年の火薬警鐘のときに起きたことだったと考えた。火薬警鐘はレキシントン・コンコードの戦いの前触れとなった出来事だった。

## バンカーヒルの戦い
戦争が始まると、ステイシーははベンジャミン・ウッドブリッジ大佐の民兵連隊で少佐となった。この連隊はウッドブリッジの（第25）連隊に組織された。ボストン包囲戦のとき、ウッドブリッジの連隊は、ボストンに近いケンブリッジに陣取り、この戦争では最初大規模戦闘となったバンカーヒルの戦いに参戦した。命令簿に拠ると、戦闘の数日前の1775年6月13日、ステイシーは夜番の士官であり、一方戦闘で愛国者軍の主要な指揮官となったウィリアム・プレスコット大佐が当直将校だった。ステイシーは、戦闘の前日である6月16日に当直に推薦されていた。6月17日、ウッドブリッジの連隊300名がバンカーヒルに到着し、即座に戦闘前の配置に就いた。連隊の一部が戦闘に加わった。バンカーヒルの堡塁や胸壁に陣取ったプレスコット大佐の連隊に加わり、ウッドブリッジの連隊の1個中隊が右側面に配置された。

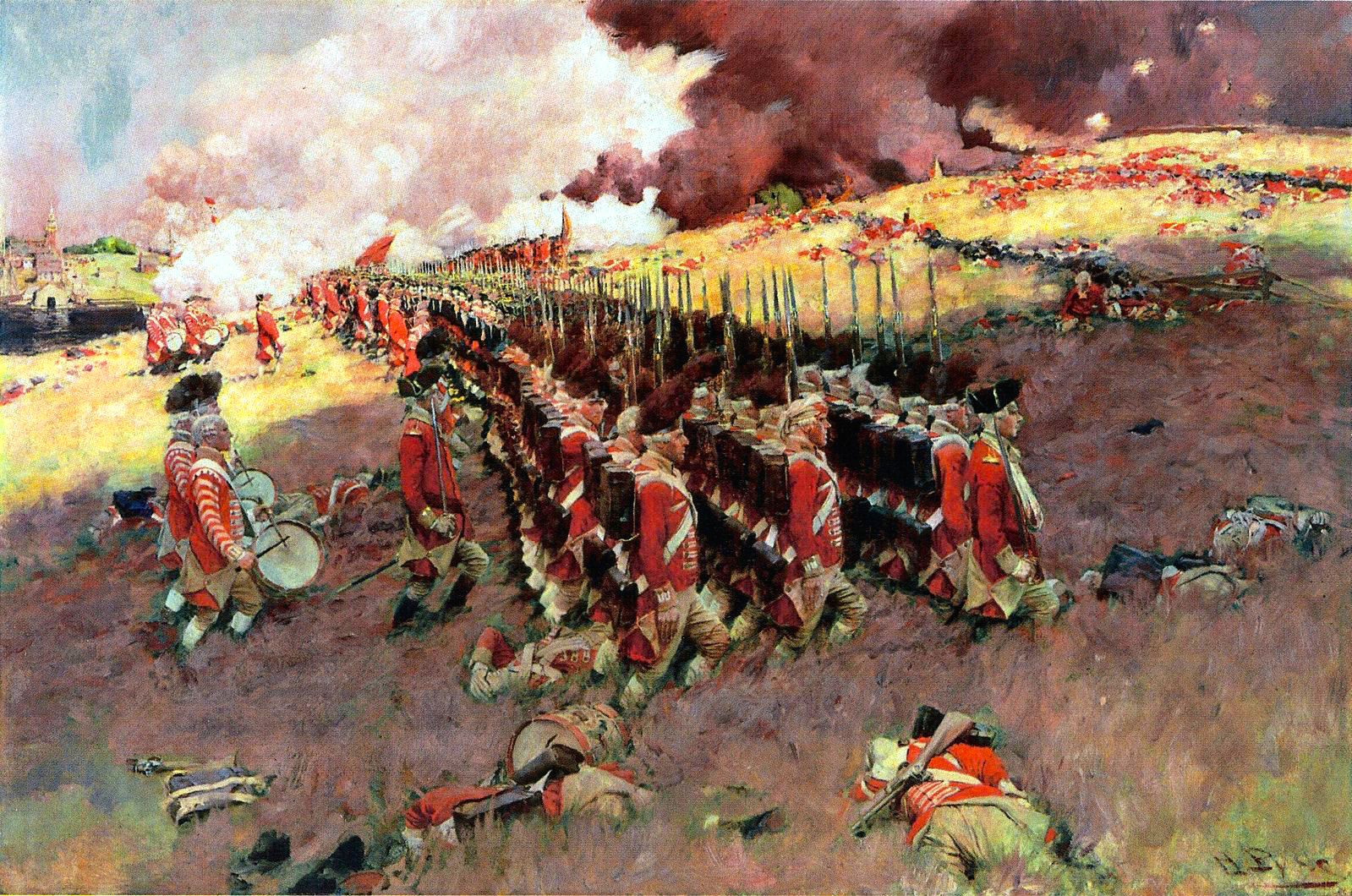
バンカーヒルの戦い

右側面の守備隊は、見つけることのできた掩蔽物の背後から勇敢に戦った。堡塁や胸壁に陣取った兵士達は銃弾が無くなるまでた戦い、最後は銃尾、石、素手で戦った。ウッドブリッジの連隊は、「戦闘に直接関わらず、戦闘の記録にそれの、あるいは士官に関する詳細もほとんど無い」ステイシーの置かれていた位置も不明である。後にバンカーヒルの戦闘で戦死した仲間の愛国者の銃に関する宣誓供述書に署名していた。やはりニューセイラム出身で、同じ宣誓供述書に署名したベンジャミン・ハスケル軍曹は、この戦闘中に戦死したジョセフ・ウォーレン将軍の近くで、戦闘の中心にいたと報告されている。ニューセイラムの150周年委員会は、村の出身であるステイシー、ハスケルなどに敬意を表して次のように記している。

当時の暗闇と災難の日々にあって、それらは全ての国に現れ、きっと我々の所にも再び現れる、彼はもう一人のジェレマイア・ミーチャムについて我々に伝え、別のジェレマイア・バラーズ、もう一人のベンジャミン・ハスケル、もう一人のウィリアム・ステイシーについて伝えることになる。...

## チェリーバレー虐殺、そして捕虜
ステイシーは、1777年と1778年に、イカボッド・オールデン大佐のマサチューセッツ第7連隊で、中佐として仕えた。この連隊はニューヨーク州チェリーバレーに送られ、ロイヤリストとインディアンから地元民を守る任務を与えられた。ロイヤリストはイギリス軍のロイヤリスト民兵隊であるバトラーズ・レンジャーズとして組織され、ジョン・バトラー大佐と、その息子であるウォルター・バトラー大尉が率いていた。ロイヤリストはインディアンと共に作戦を展開しており、そのインディアンの中にはモホーク族の指導者であるジョセフ・ブラント、インディアンの名でタイエンダネギーの指揮下にある者達も含まれていた。

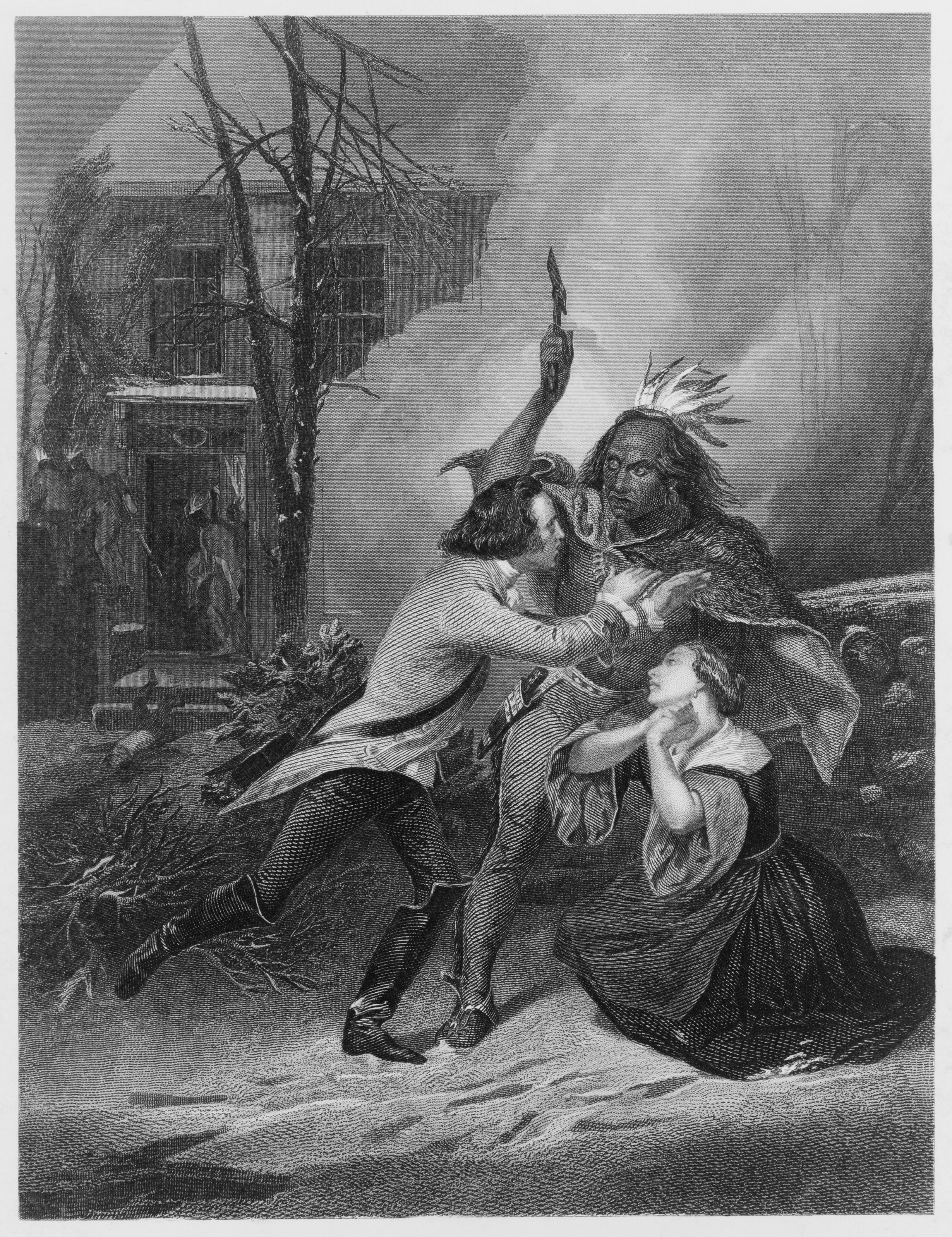
チェリーバレー虐殺、この虐殺で殺された30人の非戦闘員の中にこの絵のジェイン・ウェルズがいた

ステイシーは、1778年10月にチェリーバレーでオールデン大佐と共に従軍している間に、マサチューセッツ第4連隊に転籍となったが、オールデン大佐のところに留まっていた。この期間オールデン大佐連隊の補給係将校であるウィリアム・マッケンドリー中尉が日誌を付けており、チェリーバレーで起こった戦闘の直接の証言となった。ステイシー中佐に関する簡単な記述の1つが、日誌巻頭の1778年10月6日のものであり、「ステイシー中佐とバラード大尉が馬を持っており、競走した。ステイシー中佐が賭けに勝った」となっていた。しかし1か月後に、チェリーバレーでは戦争の惨禍を経験することになった。
1778年11月11日、ロイヤリストとイギリス正規軍の兵士、モホーク族とセネカ族インディアンの混成部隊が、ウェルター・バトラーの全体指揮でチェリーバレーを下った。オールデン大佐が敵軍接近の警告を受けたが、その警告を無視してしまった。オールデンと、ステイシーを含むその参謀は、砦から400ヤード (370 m) ほど離れた一軒家に駐屯していた。マッケンドリーはその日誌でこの攻撃のことを、「直ぐにバトラー大佐とブラント大尉の指揮下に、イロコイ連邦5部族からインディアン442名と、ロイヤリスト200名が来て、本部を攻撃し、オールデン大佐を殺し、ステイシー中佐を捕虜にし、オールデン砦を攻撃したが、3時間後になっても砦を落とせず、撤退した」と記していた。マッケンドリーはこの虐殺での犠牲者を、オールデン大佐、他に13名の兵士、30名の文民と同定していた。この事件はチェリーバレー虐殺と呼ばれるようになり、独立戦争の中でも最大級に恐ろしいフロンティアでの虐殺と言われるようになった。マッケンドリーはその3か月後、1779年2月12日の記述で、あるインディアンから捕虜になっているウィリアム・ステイシーに関する報告を受け取ったと記している。ステイシーは明らかに仲間の軍人を安心させようと気を配っており、「ステイシー中佐について知り得たことはうまくやっているということであり、精神状態も良好だということだった。これは戦争の運に過ぎないので気にしないようにと彼に伝えた」ということだった。
幾つかの証言では、チェリーバレー虐殺の間あるいはその後で、ステイシー中佐は裸にされ、柱に縛り付けられ、拷問をうけて殺されるところだったが、ジョセフ・ブラントに救われた。ステイシーはフリーメイソンであり、ジョセフ・ブラントは教育を受けたインディアンであり、彼もフリーメイソンになっていた。ステイシーは1人のフリーメイソンとしてもう一人のフリーメイソンにアピールし、それで命が救われたという報告がある。ステイシーはその後、ニューヨーク州のロイヤリスト本拠地であるナイアガラ砦に連れて行かれ、1779年の夏の間、バトラー大佐の捕虜となっていた。ナイアガラ砦では、ジョセフ・ブラントの姉であるモリー・ブラントがステイシーに対して敵対的であり、バトラー大佐にステイシーの身柄をインディアンにもどすよう望んだ。モリー・ブラントは夢見のことを言っており、インディアンがステイシーの頭を使ってインディアンのフットボールを行っていたと言っていた。バトラー大佐はラム酒でモリー・ブラントを宥め、その捕虜を守った。その後1779年から1782年の半ばまで、ステイシー中佐はモントリオールに近いシャンブリー砦で捕虜のまま拘留されていた。

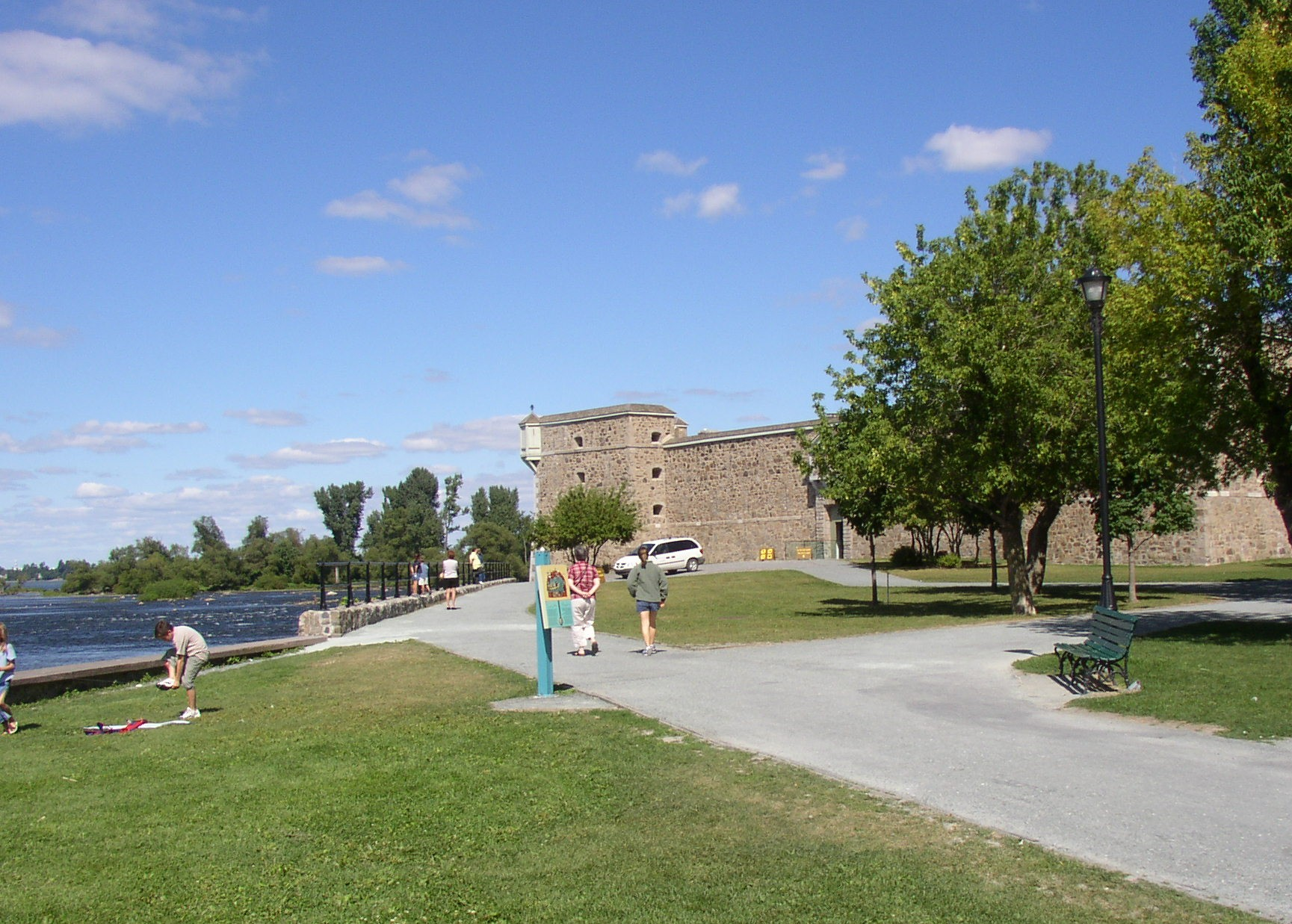
ケベック州のシャンブリー砦

ステイシー中佐は戦争捕虜として、ジョージ・ワシントン将軍ほか大陸軍指導者の高レベルの対話と行動の対象になった。1780年4月、独立戦争の間にアメリカ側で戦ったフランス貴族のラファイエット将軍が手ずからウィリアム・ヒース将軍の手紙をワシントン将軍に持ってきた。その手紙にはロイヤリストとイギリス軍のステイシー中佐に関する戦略が述べられていた。その戦略は、ステイシー中佐を戦争捕虜として保持しておき、バトラー大佐やもう一人のロイヤリスト高官であるジョン・ジョンソン卿が大陸軍の捕虜になった場合に、捕虜交換の材料にステイシー中佐を使うというものだった。1780年9月、ワシントン将軍はステイシー中佐のために捕虜交換を画策しようとしたが、うまく行かなかった。1781年11月1日、マサチューセッツ州議会がジョン・ハンコック州知事に、ヒース将軍を奨励してステイシー中佐のために捕虜交換を求めさせるよう督促する決議案を通した。
それでもステイシー中佐は終戦近くまで釈放されることはなく、やっと釈放されたのは1782年8月になっていた。ワシントン将軍は戦後、ステイシー中佐に対する個人的な記念品として金の嗅ぎ煙草入れを贈った。ステイシー中佐の甥であるナサニエル・ステイシーは、子供のときの最初の記憶は、戦後にウィリアム・ステイシー中佐がニューセイラムに戻って来たことだったと、記している。

## マリエッタとオハイオ領土
1788年初期、ウィリアム・ステイシーは54歳ほどになったときに、他の独立戦争士官達と共に、オハイオ領土のパイオニアに加わり、オハイオ川とマスキンガム川の合流点に、北西部領土では最初のアメリカ人による恒久的開拓地としてマリエッタの設立に関わった。ステイシーはオハイオ・カンパニー・オブ・アソシエイツの株主としてこの事業に加わった。この組織は、ルーファス・パットナム将軍とベンジャミン・タッパー将軍が結成し、指導していた。その後、ラファイエット将軍がマリエッタを訪れ、これらパイオニアや元の将校たちについて、「彼らは勇敢な者の中でも勇敢な者達だった。彼等より優れた者は居なかった」と記していた。ジョージ・ワシントンは「私はその開拓者達の多くを個人的に知っている。そのような地域社会の富を促進させるために計算できるような者は他にいない」とコメントしていた。マリエッタはワシントンの名前にちなんだオハイオ州ワシントン郡にあり、同郡の郡庁所在地である。
オハイオ領土の開拓の時に、ステイシーの息子たちの中から2人がパイオニアの小さな集団に加わり、マスキンガム川のマリエッタより上流、ビッグボトムと呼ばれる良い農地となりそうな土地に開拓地の設立を試みた。1790年12月下旬、ステイシーはスケートを履いて凍った川を30マイル (50 km) 登り、息子の2人にインディアンから攻撃の可能性があることを伝えた。その心配は、数日後の1791年1月2日に起きたビッグボトム虐殺で現実のものになった。これが北西インディアン戦争の始まりを告げた。この虐殺事件で12人が殺され、その中にはステイシーの息子であるジョンも入っていた。もう一人の息子であるフィルモンが捕虜に取られ、その後に死亡した。
ウィリアム・ステイシーはマリエッタのパイオニア開拓地の著名で活動的な一員だった。開拓者をインディアンから守るために、ピケッティドポイントと呼ばれた防御策の建設を監督した。ステイシーは民兵隊の士官となり、最初の警察委員会の役員を務めた。さらに、マリエッタ郡区の役員を務め、開拓地内にあった手挽き製粉機2台のうちの1台を所有していた。ステイシーはシンシナティ協会の会員となり、フリーメイソンではマリエッタのアメリカン・ユニオン・ロッジ第1号の設立会員になった。このロッジの名前はベンジャミン・フランクリンが提案したと言われており、その公印はポール・リビアが彫った。ステイシーは北西部領土で初の大陪審で陪審員長を務める栄誉を得た。これはパイオニアの国で初めて民法と刑法を確立したので、重要な出来事だった。
1790年3月、36年間連れ添っていた妻のサラを天然痘で亡くした。同年7月にはハンナ・シェフィールドと再婚した。マリエッタの歴史書に拠れば、「その多くの優れた性質で高く尊敬され、自由のためにその貢献と味わった苦しみ故に栄誉を与えられ」たステイシーは、1802年にマリエッタで死んだ。68歳だった。マリエッタのマウンド墓地に埋葬された。そこは古代のインディアンの埋葬塚だった。ステイシーは、その眠る場所に仲間に恵まれている。その墓所は1つの場所として独立戦争の士官が最も多く埋葬されていると言われている。1928年、マウンド墓地で新しい記念標識がステイシーに捧げられた。